# Katiușa (cântec)
Katiușa (în rusă Катюша) este un cântec rus tradițional compus în 1938 de Mihail Isakovski (versurile) și Matvei Blanter (muzica).

## Istoric
Cântecul a fost prezentat pentru prima cadrul concertului  Orchestrei Stat pentru Jazz a URSS din  27 noiembrie 1938, dirijată de Viktor Knusevițki. În ianuarie 1939 câhtecul a fost înregistrat în interpretarea Valetinei Batisceva. Cântecul a câștigat popularitate în timpul celui de al doilea război mondial, când mulți bărbați din Uniunea Sovietică și-au părăsit soțiile și iubitele pentru a pleca pe front.
În satul  Vshodî, raionul Ugra, Regiunea Smolensk (apropiat de satul Glotovka, raionul Ugra, Regiunea Smolensk a fost deschis un muzeu al ”Cântecului Katiușa”.

## Subiect
Cântecul descrie dragostea dintre o fată și un soldat plecat să-și facă serviciul militar, Ea se gândește că iubitul ei va își va apăra patria și poporul, pe când fata recunoscătoare îl va păstra neștirbita iubirea.

## Text
| Text original în limba rusă | Traducere în limba română de Teodor Sărăcuț-Comănescu |
| Расцветали яблони и груши Поплыли туманы над рекой Выходила на берег Катюша На высокий берег на крутой Выходила, песню заводила Про степного сизого орла Про того, которого любила Про того, чьи письма берегла Ой, ты, песня, песенка девичья Ты лети за ясным солнцем вслед И бойцу на дальнем пограничье От Катюши передай привет Пусть он вспомнит девушку простую Пусть услышит, как она поёт Пусть он землю бережёт родную А любовь Катюша сбережёт Расцветали яблони и груши Поплыли туманы над рекой Выходила на берег Катюша На высокий берег на крутой | Perii și cireșii-și scot mănușa, Ceața peste râu adânc plutea, Iar pe malul mult prea zvelt, Katiușa S-a oprit, și-acum se odihnea. Un cântec domol, lin îl îngâna Despre un vultur sur în stepă Cu al ei iubit parcă vorbea Din scrisori, pân’ zorii se crapă O, tu cântec, du-te de la fată Spre fruntarii, către luptător, Mergând după soare, de îndată, Să afle de al ei tainic dor? Și să-i amintească, bunăoară Sacrul legământ, prima oară: El, cu jertfa pentru mama țară, Iar ea, ofranda de fecioară. Perii și cireșii-și scot mănușa Ceața peste râu adânc plutea, Iar pe malul mult prea zvelt, Katiușa S-a oprit, și-acum se odihnea. |

## Versiuni în alte limbi
Există multe traduceri și versuri alternative ale acestui cântec în diferite limbi.
În 1943. Felice Cascione a scris versurile pentru cântecul , ”Fischia il vento” (Bate vântul), interpretat pe melodia cântecului Katiușa. Această adaptare a devenit unul din cântecele cele mai cunoscute ale partizanilor italieni.
Tot în timpul războiului, voluntarii spanioli din cadrul Division Azul, care luptau alături de trupele germane, au adoptat o versiune în limba spaniolă intitulată ”Primavera”. 
În primul războiului civil din Grecia (1946-1949), rebelii comuniști au adoptat o versiune în limba greacă a cântecului, numită ”Ο ύμνος του ΕΑΜ” (Imnul  Frontului Național de Eliberare). 

## Legături externe
- Katyusha - melodie rusă cu subtitrare în rusă și română, youtube.com
- Катюша / Katyusha — Lyrics and MP3 song, at the Marxists Internet Archive
- Article about the song Arhivat în 13 aprilie 2018, la Wayback Machine. ru